# Село Пријановићи, борци пали у ратовима од 1912. до 1918. године
Списак бораца из села Пријановићи, Општина Пожега, погинулих и умрлих у Балканским и Првом светском рату преузет је из књиге „Пожега и околина”, објављене 1978. године.
Подаци за подручје Пожеге прикупљани су у периоду 1976–1977. године преко матичних књига умрлих, спомен-плоча, крајпуташа, као и разговора са преживелим борцима и појединим грађанима који су по сећању могли да дају податке, уз напомену да спискови могуће да нису потпуни, због временске дистанце и недостатка поузданих извора.

## Списак
1. Васиљевић Милосав
2. Васиљевић Радоје
3. Голубовић Десимир
4. Ерић Милорад
5. Ерић Милутин
6. Ерић Будимир
7. Ерић Радомир
8. Ерић Велимир
9. Ерић Гвозден
10. Ерић Здравко, официр
11. Ерић Миливоје
12. Илић Светозар
13. Ковачевић Младен
14. Лучић Јован
15. Лучић Радомир
16. Лучић Стеван
17. Лучић Раденко
18. Марковић Милан, подофицир
19. Марковић Владимир
20. Милијановић Никола
21. Миљковић Тома
22. Радоичић Тихомир
23. Стаматовић Рајко
24. Стаматовић Драгољуб
25. Стаматовић Јован
26. Стаматовић Петар
27. Станојевић Добро
28. Станојевић Раденко
29. Станојевић Крста
30. Станојевић Милутин
31. Станојевић Добривоје
32. Станојевић Милош
33. Станојевић Милојко
34. Теофиловић Љубисав
35. Теофиловић Петар
36. Теофиловић Миладин
37. Теофиловић Добро
38. Теофиловић Бранислав
39. Тешовић Милутин
40. Тешовић Љубиша
41. Тешовић Ђорђе
42. Тешовић Миле
43. Токовић Сретен, наредник
44. Шојић Вељко
45. Шојић Саво
46. Шојић Милун
47. Шојић Средоје
48. Шојић Драгић
49. Шојић Радоје
50. Шојић Василије[1]